# Lista de colônias alemãs em Santa Catarina
- Colônia Dona Francisca (hoje Joinville)
- São Paulo de Blumenau (hoje Blumenau)
- Colônia Militar Santa Theresa (hoje Alfredo Wagner)
- Colônia Príncipe Dom Pedro
- Colônia Vargem Grande
- Colônia Santa Isabel
- Colônia Piedade
- Colônia Leopoldina (hoje Antônio Carlos)
- Colônia Hansa-Humboldt (hoje Corupá)
- Colônia Grão Pará
- Colônia São Pedro de Alcântara
- Colônia Teresópolis
- Colônia Espontânea do Braço do Norte